# عکیل گریر
عکیل گریر (انگلیسی: Akil Grier؛ زادهٔ ۱۵ سپتامبر ۱۹۹۲) بازیکن فوتبال اهل سنت کیتس و نویس است.
از باشگاه‌هایی که در آن بازی کرده‌است می‌توان به باشگاه فوتبال وست برومویچ آلبیون اشاره کرد.
وی همچنین در تیم ملی فوتبال سنت کیتس و نویس بازی کرده‌است.